# たがみかおり
たがみ かおり（1971年9月25日 - ）は、日本の女性声優。京都府出身。フリー。本名・旧名は田上 香織（読みは同じ）。

## 来歴
中学生の頃に芝居に興味を持ち、高校生になるとアニメに影響を受けるようになる。その後、銀行員に就職するも声優への憧れを捨てきれず、1999年に『デ・ジ・キャラット』声優オーディションを受け、見事合格を果たす。翌2000年にアチーブクリエイションに所属するタレントとして活動を始める。そして2001年の『発明BOYカニパン』で声優デビュー。
アチーブクリエイション退所後はコントロールプロダクションに長く所属していたが、近年は目立った芸能活動を行っておらず、事務所も2023年3月31日付で退所した。

## 出演

### テレビアニメ
- しあわせソウのオコジョさん（みずほ、娘オコジョ）
- ビーストウォーズネオ 超生命体トランスフォーマー（ナビ[5]）
- 発明BOYカニパン（自販機ロボト）
- ビックリマン2000（天助ポーチ）
- メダロット（マルガリータ）
- 遊☆戯☆王デュエルモンスターズ（レベッカ・ホプキンス）

### OVA
- AIKa（黒デルモH、ブラック〈みさき〉）

### ゲーム
- トランスフォーマー ビーストウォーズメタルス64（タカラ）（ナビゲーター）
- パチンコシミュレーション FEVER6（SANKYO）

### テレビドラマ
- ドリーム〜90日で1億円〜（イベント会場MC）

### ラジオ
- すまいるモーニング800（すまいるエフエム、パーソナリティー）
- ペイントハウス（文化放送、インタビュアー）
- メガリスタウンホール（webラジオ）

### ナレーション
- 子供放送局（NHK-BS）
- ドリーム 噂のど〜なってるの?!
- ライフアシスト (CS)

### CM
- セザール

### その他
- Kawaii! JeNnyパイロット版（ジェニーの声）
- ビーストウォーズ情報テレフォン（ナビ）